# Mauro Bolognini
Mauro Bolognini (28. června 1922 Pistoia – 14. května 2001 Řím) byl italský filmový a divadelní režisér.
Vystudoval architekturu na Florentské univerzitě a pak studoval na Centro sperimentale di cinematografia. Jako asistent režie spolupracoval s Luigim Zampou a Yvesem Allégretem. V roce 1953 režíroval první samostatný film, hudební komedii Sejdeme se v galerii. Úspěch u kritiky mu přinesl v roce 1955 film Zamilovaní, kterým se zařadil k proudu neorealismo rosa, spojujícímu odkaz neorealismu s divácky přitažlivým, často komediálním zpracováním. Bolognini se zaměřil převážně na věrné adaptace literární klasiky, které mu vynesly ironické označení „Visconti chudých“ (sám Luchino Visconti se však o Bologniniho práci vyjadřoval s uznáním).
Scénáře pro něj psal i Pier Paolo Pasolini, např. Marisa, Mladí manželé nebo Krásný Antonio podle knihy Vitaliana Brancatiho s Marcellem Mastroiannim a Claudií Cardinalovou v hlavních rolích. Následovaly filmy Stárnutí podle předlohy Itala Sveva a Slečna de Maupin, adaptace Théophile Gautiera s Catherine Spaakovou v hlavní roli. V druhé polovině šedesátých let se Bolognini rovněž podílel na kolektivních povídkových filmech Královny, Čarodějky a Rozmar po italsku. Ve filmu Nádherný listopad podle knihy Ercole Pattiho hrála hlavní ženskou roli Gina Lollobrigida. Dvojici Massimo Ranieri a Ottavia Piccolová obsadil do filmů Metello (podle sociálního románu Vasca Pratoliniho) a Bubu z Montparnassu (předloha Charles-Louis Philippe).
V roce 1976 natočil psychologické drama Dědictví Ferramontiů, za které získala Dominique Sandová cenu pro nejlepší herečku na festivalu v Cannes. V adaptaci Dámy s kaméliemi Alexandra Dumase mladšího ztvárnila titulní roli Isabelle Huppertová. Otevřeným zobrazením nahoty zaujal film Benátská noc, natočený podle anonymní renesanční hry. O životě sovětské disidentky Idy Nudelové Bolognini natočil film Sbohem, Moskvo s Liv Ullmannovou v hlavní roli. Jeho posledním filmem byli v roce 1992 Manželé a milenci podle Alberta Moravii.
Věnoval se také divadelní režii, pracoval v Operním divadle v Římě, Teatro La Fenice a moskevském Velkém divadle. Pro televizi natočil stendhalovský seriál Věznice parmská.
V roce 1999 získal cenu Donatellův David za celoživotní dílo. Divadlo v Pistoii bylo na jeho počest nazváno Teatro Mauro Bolgonini.
Jeho mladší bratr Manolo Bolognini byl producentem, který mj. pracoval na filmu Andreje Tarkovského Nostalgie.